# Anne Sylvestre
Anne Beugras (Lyon, 20 de junio de 1934-París, 30 de noviembre de 2020), conocida artísticamente como Anne Sylvestre, fue una cantante francesa, compositora e intérprete.

## Biografía
Nació en Lyon en 1934. Su padre era bourguignon y su madre alsaciana. Anne era la hija mayor. Pasó su infancia en Tassin-la-Demi-Lune, en la banlieue de Lyon. Su familia se instaló luego en París donde ella estudió Letras antes de dedicarse a la canción.
Anne Sylvestre empezó a cantar a finales de los años 50 en cabarets como «La Colombe» de Michel Valette, donde hizo su debut en 1957, en «La Contrescarpe», en el «Port du Salut» y en «les Trois Baudets», donde canta hasta 1962. Empieza a darse a conocer en la radio a partir de 1957. Su primer disco, un 17 cm, se edita en 1959, y es con Mon mari est parti cuando consigue el éxito. Va editando discos y se la compara a menudo con «Brassens a causa de sus textos y su guitarra. Este le escribió un texto para la contraportada de su segundo 25 cm. Recibe el premio de l’Académie de la chanson française en 1960.
En 1962, canta por vez primera en Bobino en primera parte de Jean-Claude Pascal y en el Olympia en primera parte de Gilbert Bécaud, con elogios de la crítica. En octubre de aquel año, Anne Sylvestre graba sus primeras canciones para niños, las Fabulettes. En 1961, se edita su primer disco de 33 revoluciones por el que recibe el gran premio internacional del disco de la Academia Charles Cros, que obtendrá en cuatro ocasiones entre 1963 y 1967.
Cercana a Brassens, de Brel y de otros grandes de la chanson francesa, interpreta un dúo lleno de humor con Boby Lapointe: Depuis l’temps que j’l’attends mon prince charmant en 1969.
En 1968, deja la discográfica Philips por Gérard Meys, nueva discográfica. Rompe con Meys en 1970 y se encuentra sin productor. Después de tres años, vuelve a los escenarios del Théâtre des Capucines en 1973. El éxito conseguido la anima a crear su propia casa discográfica: Sylvestre. El primer disco producido es les Pierres dans mon jardin en 1974. 
Entre 1975 y 1986, produce seis discos de canciones para adultos y canta por primera vez en 1985 sin su guitarra, aunque acompañada por otros músicos. En 1986, lleva a Bélgica un espectáculo con Pauline Julien, Gémeaux croisées y realiza su primera grabación en directo en el Olympia. En 1989, Anne Sylvestre actúa y canta en el Bataclan en la obra teatral La Ballade de Calamity Jane, de Jean-Pierre Léonardini, del que escribe y compone las canciones. 
Entre 1990 y 1992, con su espectáculo Détour de chant recorre Europa y llega hasta Canadá. En esa ocasión, estuvo acompañada por Philippe Davenet al piano. La salida de su álbum D’amour et de mots (1993) será seguida de una gira por el Quebec y un recital en el Théâtre de la Potinière de París. Graba en 1997 el disco Anne Sylvestre chante… au bord de La Fontaine que reagrupa textos originales libremente adaptados de las fábulas de Jean de La Fontaine. Canta en numerosas ocasiones en el Olympia, donde celebra sus 40 años de canciones en 1998. 
En 2003 se edita su disco Sur les chemins du vent y en septiembre de 2007 celebra su medio siglo de canciones con un espectáculo de nombre "Mon Jubilé", en el Trianon (París) y se edita su álbum Bye mélanco. La carrera de Anne Sylvestre sigue paralelamente dos caminos, canciones para niños y canciones para adultos. Nunca interpretó sus fabulettes delante de un público, prefiriendo reservar la escena a su público adulto. Sus canciones son interpretadas por muchos cantantes de diferentes estilos y generaciones.
En la primavera de 2012, Anne Sylvestre y Agnès Bihl crean el espectáculo Carré de dames, en el que mezclan sus respectivos repertorios y cantan sus pianistas. En 2015, graba un álbum del espectáculo y publica su biografía, Anne Sylvestre, elle chante encore?, escrita por Daniel Pantchenko y editada por Fayard. El 13 de noviembre de 2015, su nieto, el músico Baptiste Chevreau, de 24 años, está entre las 90 víctimas del atentado del Bataclan en París.
En 2018, Anne Sylvestre celebra sus sesenta años de carrera con una gira y un triple CD, Florilège. EPM publica entonces la recopilación integral de sus obras con el título 60 ans de chanson! Déjà ?. En 2019, la Sacem le rinde homenaje.
Falleció en París el 1 de diciembre de 2020 a los 86 años. Recibió sepultura en el Cementerio de Saint-Eusèbe en Saona y Loira.

## Vida personal
Era hermana de la escritora Marie Chaix y cuñada del escritor Harry Mathews.

## Textos
Sus canciones para adultos de Porteuse d'eau (1959) en Pour aller retrouver ma source (2000) evocan principalmente la tierra, la naturaleza, el agua, el viento. Sus canciones evocan también sus raíces: Mon grand-père Louis (1967), La Romanée Conti (1973). Canta además a las mujeres en canciones con sentido del humor: La faute à Ève (1978) o La vaisselle (1981), canciones tiernas: Une sorcière comme les autres (1975), Ronde Madeleine (1978) y otras más duras: Rose (1981). Canta también a los hombres como en Petit Bonhomme (1977) o en Que vous êtes beaux (1986).
Cantante comprometida (Si je ne parle pas, 1981), utiliza sus textos para abordar temas sociales como la violación en Douce maison, (1978), el aborto (Non, tu n'as pas de nom, 1973), la miseria y los sintecho (Pas difficile, 1986) o la actualidad (Romeo et Judith en 1994 y Berceuse de Bagdad en 2003).

## Discografía principal (CD)
- 1989 
  - Olympia 86 (grabación en directo en el Olympia de París).
  - J'ai de bonnes nouvelles (Reedición de grabaciones de 1979 a 1986).
  - Mousse (Reedición de grabaciones de 1968 a 1971).
- 1992 
  - Les pierres de mon jardin (Reedición de grabaciones de 1974 a 1981).
  - Comment je m'appelle (Reedición de grabaciones de 1974 a 1981).
  - Une sorcière comme les autres
  - Dans la vie en vrai
- 1994 
  - Écrire pour ne pas mourir
  - Tant de choses à vous dire
  - D'amour et de mots
- 1995 Récital au Théâtre de la Potinière (grabación en directo).
- 1997 Chante… au bord de La Fontaine.
- 1998 
  - Les arbres verts
  - 40 ans de chansons (Reedición de grabaciones de 1959 a 1998) integral en 15 CD.
- 1999 À l'Olympia en 1998
- 2000 Partage des eaux
- 2003 Les Chemins du vent
- 2007 Bye mélanco

## Filmografía
- Swamp! de Eric Bu, comedia, 1999 (Francia)